# Kościół św. Anny w Niemysłowicach
Kościół św. Anny w Niemysłowicach – rzymskokatolicki kościół parafialny w Niemysłowicach, należący do parafii św. Anny w Niemysłowicach, w dekanacie Prudnik, diecezji opolskiej.

## Historia

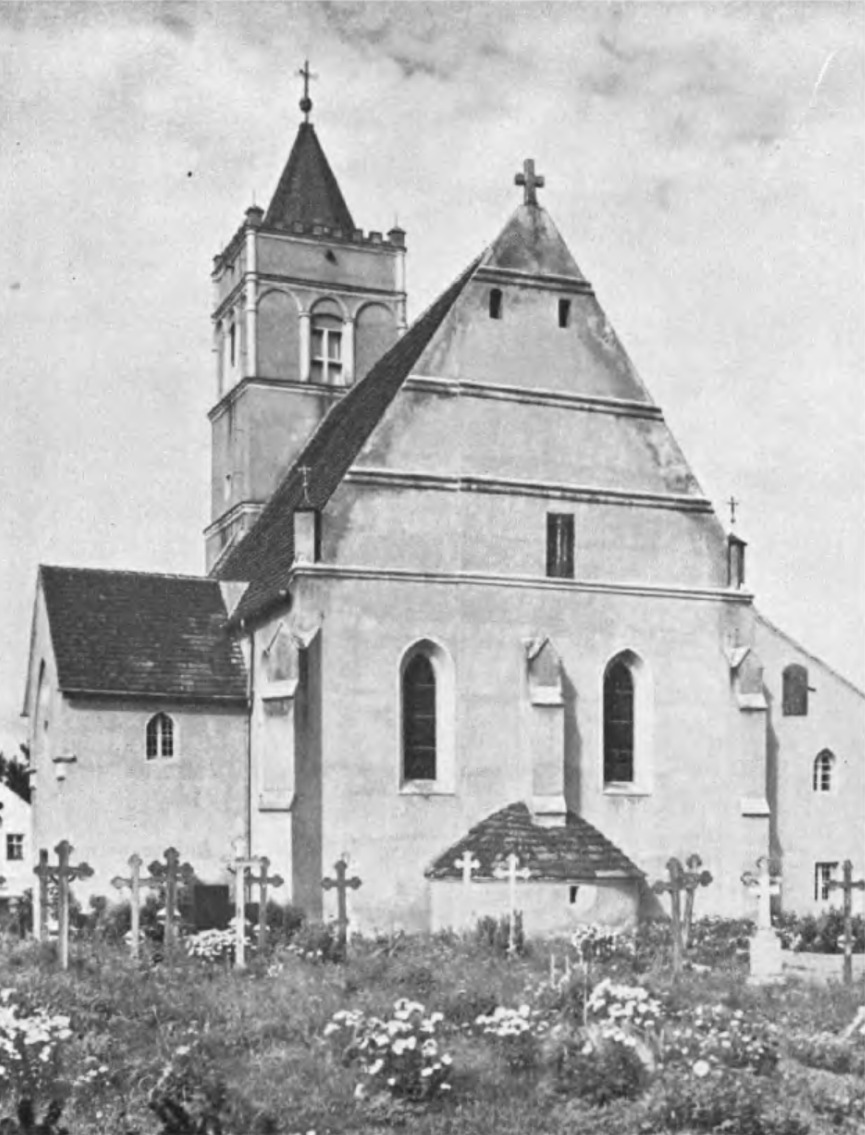
Kościół św. Anny po odnowieniu w 1938

Obecny kościół w Niemysłowicach został zbudowany w 1568 jako protestancki zbór. Powstał na miejscu poprzedniej, drewnianej świątyni, o której wzmianka pochodzi z 1447. Został ufundowany przez hrabinę Magdalenę z Vrbna. Koszt budowy wyniósł 400 talarów.
W 1629 kościół przejęli katolicy. Decyzją władz kościelnych, od 1663 kościół w Niemysłowicach podlegał parafii w Ścinawie, a od 1666 parafii w Rudziczce. Podczas wizytacji kościelnej w 1679 zostało odnotowane, że w Niemysłowicach: „piękny kościół nawiedzany jest przez niewielką ilość katolików. Liczni niekatolicy chodzą do niego tylko wtedy, gdy im się podoba [...] Opiekunami kościoła są: Mateusz Otte – protestant i Mateusz Rober – katolik”.
Podczas I wojny śląskiej w 1742, na prośbę protestantów, pruski generał Gröben doręczył królowi Fryderykowi II memoriał, w którym wnioskował, aby kościół w Niemysłowicach oddać katolikom i przekazać luteranom. Protest biskupa wrocławskiego sprawił, że katolicy zatrzymali świątynie. Luteranie jednak uzyskali wsparcie króla, który przekazał im środki na budowę zboru w Szybowicach.
W II połowie XIX wieku, za rządów księdza Wilhelma Vogta, do kościoła został dobudowany od południowej strony przedsionek z chórem oraz drugi chór nad zakrystią. W ten sposób zaradzono brakowi miejsc w kościele. W 1851 zbudowano nowy ołtarz i przetopiono pochodzący z 1688 dzwon. Parafia w Niemysłowicach została utworzona 16 marca 1896. W jej skład weszły Niemysłowice, Włóczno i Włókna.
Z inicjatywy księdza Jana Kollibaya w 1919 wykonano remont dachu kościoła, w 1925 odnowiono ołtarz, a w 1929 pomalowano wnętrze. Ostatni niemiecki proboszcz Niemysłowic – Franz von Hirsch – doprowadził do gruntownego remontu kościoła w 1938. Związane to było z planami jego konsekracji. 19 października 1938 kościół został poświęcony przez kardynała Adolfa Bertrama.
Pierwszym powojennym polskim proboszczem w Niemysłowicach (lata 1945–1946) był ksiądz Józef Błotnicki. W 1963 Janusz Tarabuła stworzył kościołowi polichromie.

## Architektura
Nie jest znany architekt i budowniczy kościoła. Został zbudowany w stylu gotycko–renesansowym. W bryle zewnętrznej dominuje od zachodu kwadratowa wieża, mająca pięć kondygnacji z wyraźnymi wydzielonymi uskokami. Na wyższych kondygnacjach są widoczne małe okna prostokątne i strzelnicze. Najwyższa kondygnacja, rozczłonowana półkolumnami i ślepymi półkoliście zamkniętymi arkadami, jest zwieńczona prostą attyką z nowszym krenelażem oraz ośmiobocznym dachem wykonanym z cegieł.
Kościół jest wzniesiony na planie prostokąta. Dwunawowy o krzyżowo-żebrowych sklepieniach rozpiętych na dwóch filarach. Tadeusz Chrzanowski, będąc osobiście w niemysłowickim kościele, powiedział: „Jest to najlepiej dotąd odnowiony kościół na Opolszczyźnie”. W pobliżu kościoła znajduje się cmentarz.

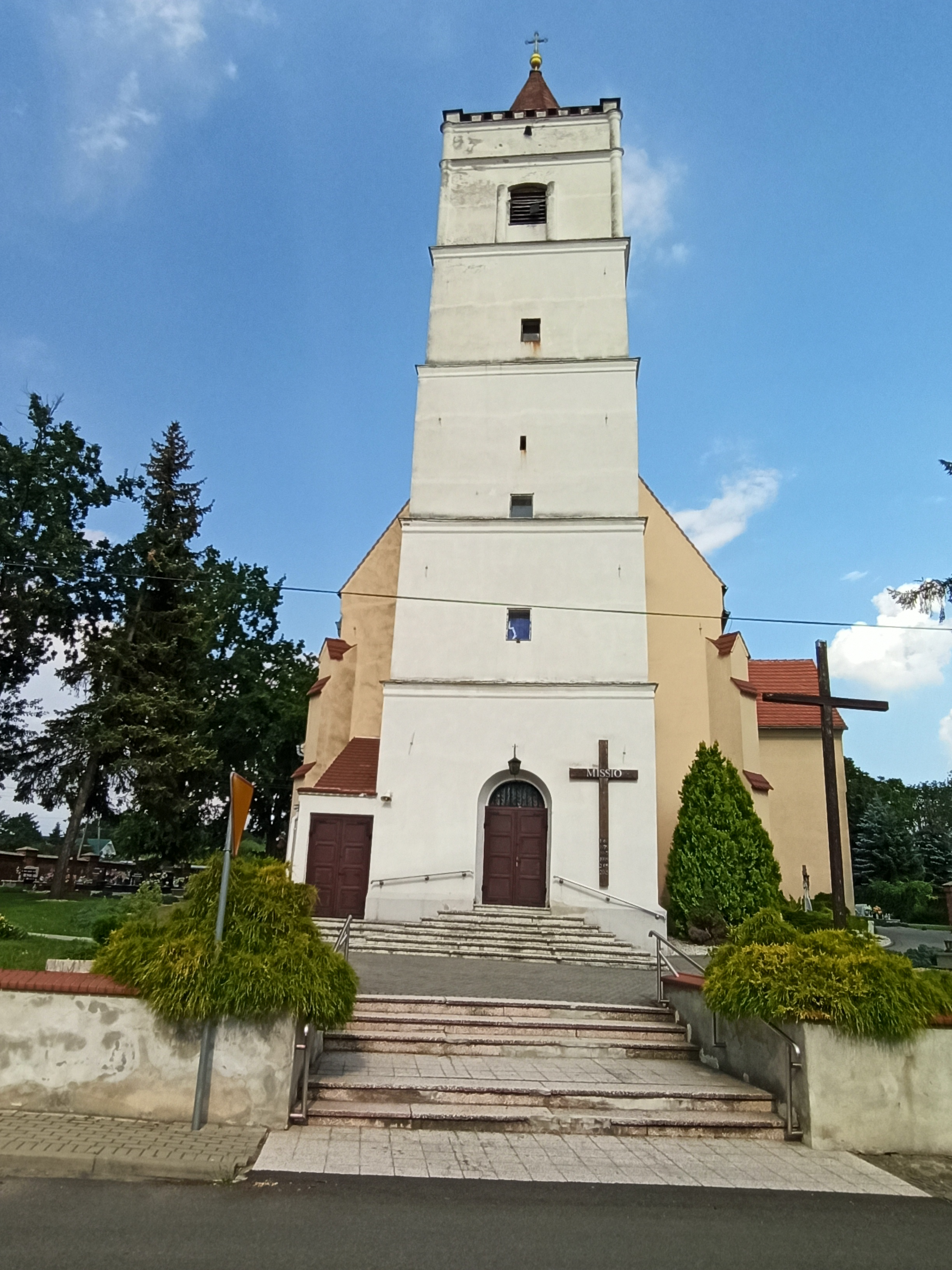
Wieża kościoła
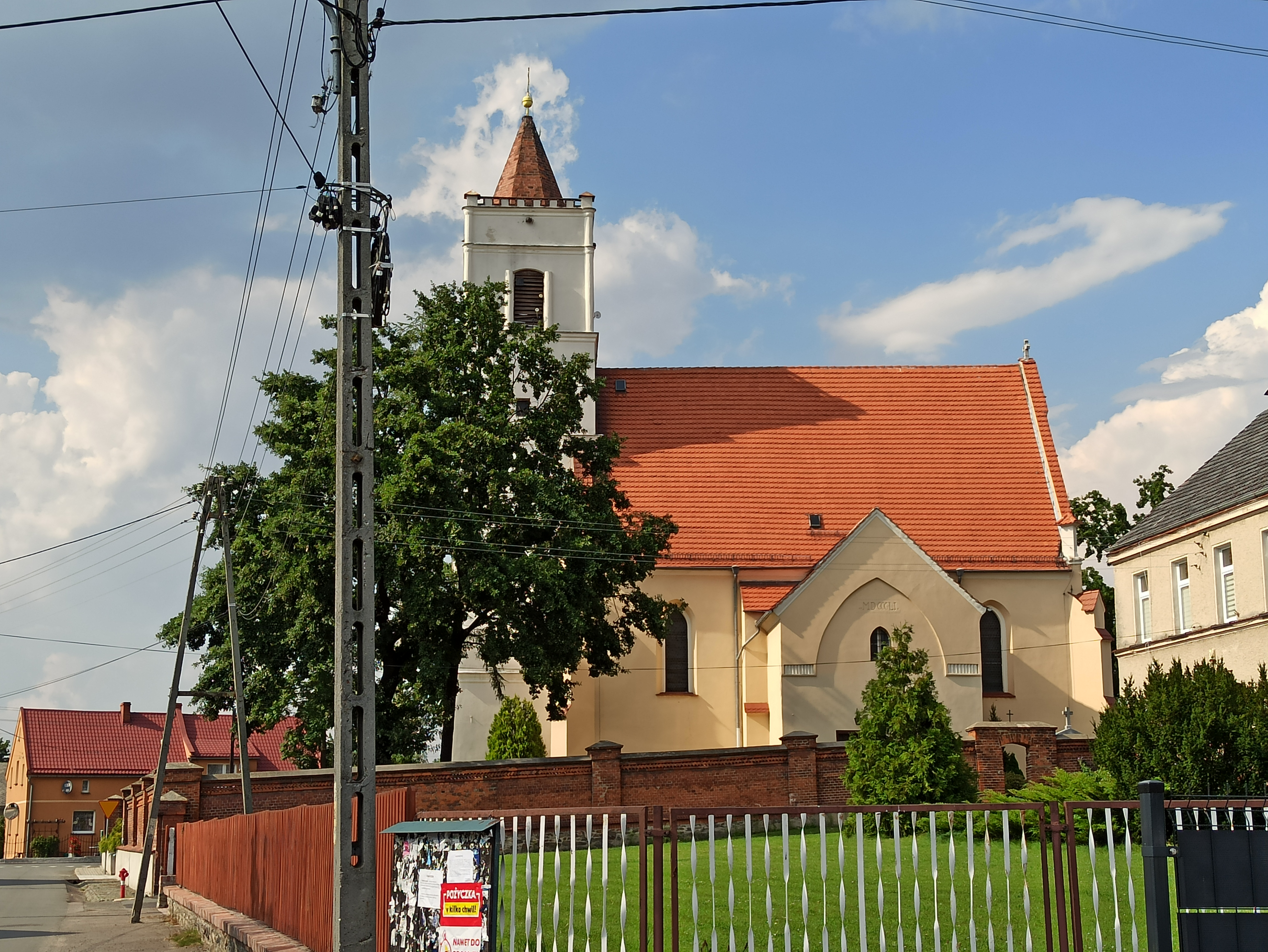
Boczna strona kościoła
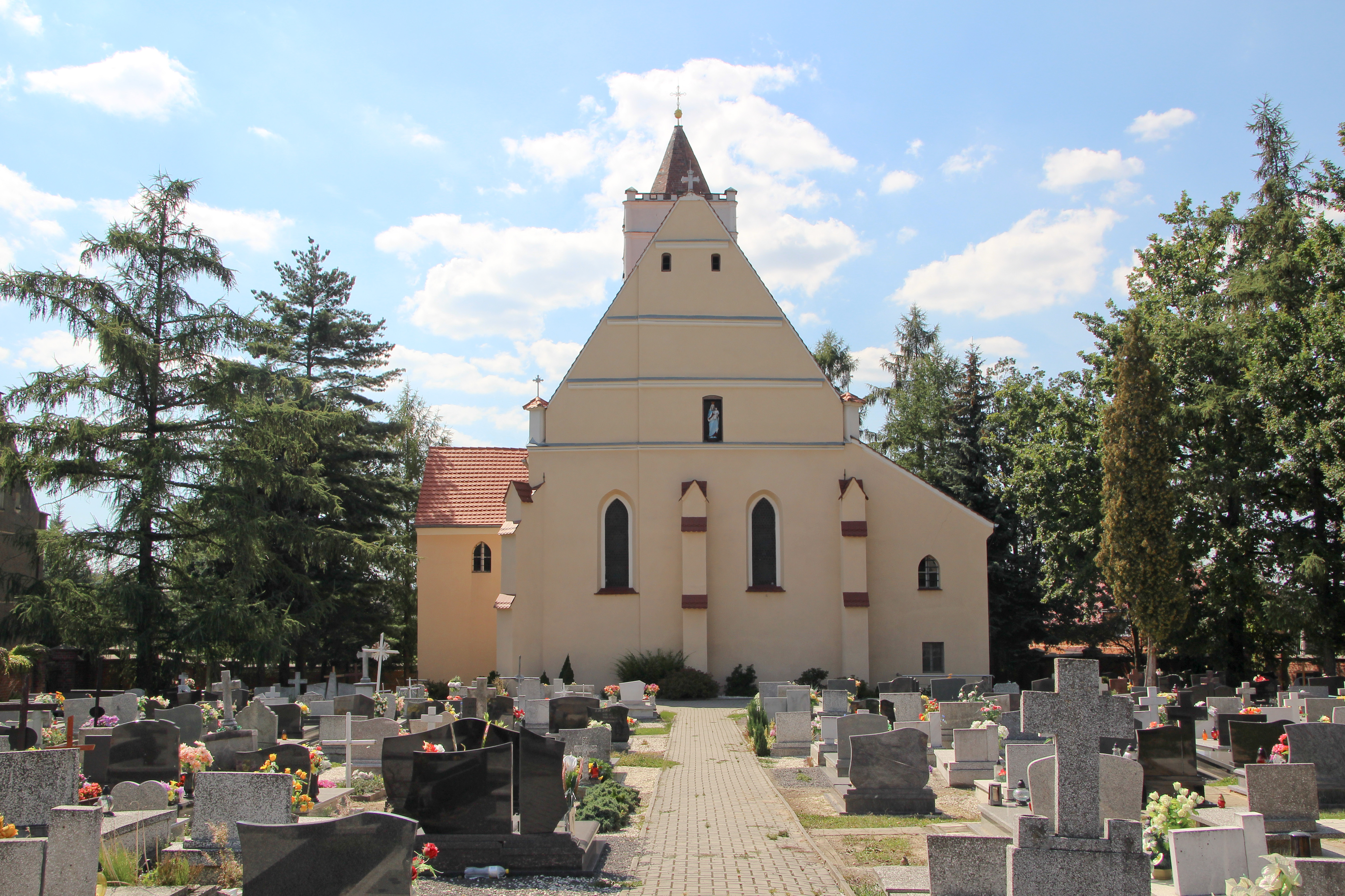
Kościół od strony cmentarza